# Едуардо Агірре
Едуардо Агірре (ісп. Eduardo Aguirre, нар. 3 серпня 1998, Сан-Педро) — мексиканський футболіст, нападник клубу «Сантос Лагуна».

## Клубна кар'єра
Народився 3 серпня 1998 року в місті Сан-Педро. Вихованець футбольної школи клубу «Сантос Лагуна». 2017 року для отримання ігрової практики був відданий в оренду в нижчоліговий клуб «Тампіко Мадеро»і відіграв за команду з Тампіко наступні півтора сезони своєї ігрової кар'єри.
На початку 2019 року Агірре повернувся в «Сантос Лагуна». 6 січня о матчі проти клубу «Лобос БУАП» він дебютував в мексиканській Прімері, а 17 лютого в поєдинку проти «УАНЛ Тигрес» зробив «дубль», забивши свої перші голи за рідний клуб. Станом на 6 серпня 2021 року відіграв за команду з Торреона 19 матчів в національному чемпіонаті.

## Виступи за збірні
2015 року дебютував у складі юнацької збірної Мексики (U-17), з якою того року виграв юнацький чемпіонат Північної Америки в Гондурасі. Цей результат дозволив команді потрапити на юнацький чемпіонаті світу 2015 року в Чилі, де Агірре зіграв 7 матчів і у поєдинку проти чилійців (4:1) забив гол, посівши 4 місце на турнірі. Загалом на юнацькому рівні взяв участь у 9 іграх, відзначившись 3 забитими голами.
2017 року залучався до складу молодіжної збірної Мексики. Разом з нею посів 3-тє місце на молодіжному чемпіонаті КОНКАКАФ на Коста-Риці і у поєдинках проти канадців (5:0) і сальвадорців (6:1) Едуардо забив по голу. Цей результат дозволив команді поїхати на молодіжний чемпіонат світу U-20 у Південній Кореї, який відбувся через два місяці. Там Едуардо зіграв 4 матчі, дійшовши з командою до чвертьфіналу. Всього на молодіжному рівні зіграв у 17 офіційних матчах, забив 11 голів.
У складі олімпійської збірної Мексики Агірре поїхав на футбольний турнір Олімпійських ігор 2020 року у Токіо, на якому команда здобула бронзові олімпійські нагороди. На цьому турнірі Агірре провів 5 матчів і забив 2 голи.

## Титули і досягнення
Збірна Мексики
- Чемпіон КОНКАКАФ (U-17): 2015
- Бронзовий призер Олімпійських ігор: 2020